# Ючин
Ючин (укр. Ючин) — село, входит в Гощанскую поселковую общину Ровненского района Ровненской области Украины.
Население по переписи 2001 года составляло 53 человека. Почтовый индекс — 35415. Телефонный код — 3650. Код КОАТУУ — 5621283603.